# Амний Маний Цезоний Никомах Аниций Павлин
Амний Маний Цезоний Никомах Аниций Павлин (на латински: Amnius Manius Caesonius Nicomachus Anicius Paulinus Honorius) е политик на Римската империя през 4 век.

## Биография
Произлиза от фамилията Аниции и е син на Амний Аниций Юлиан (консул 322 г.) и на Цезония Манилия (* 275 г.), дъщеря на Луций Цезоний Овиний Руфин Манилий Бас и вероятно сестра на Цезоний Бас (консул 317 г.).
През 334 г. Павлин е консул заедно с Флавий Оптат.
Той е praefectus urbi на Рим през 334 – 335 г.
Поставят му статуя в Римски форум. 
Той е женен за Пинция или Авхения и е баща на Аниций Авхений Бас (praefectus urbi 382 г.).